# Gregor Želko
Gregor Želko (* 6. Januar 1994) ist ein slowenischer Fußballspieler.

## Karriere

### Verein
Želko begann seine Karriere beim NK Tabor Sežana. Zur Saison 2009/10 wechselte er zum NK Domžale. Im September 2011 debütierte er für die Profis von Domžale in der 1. SNL, als er am achten Spieltag der Saison 2011/12 gegen den NK Nafta Lendava in der 89. Minute für Luka Vrhunc Pfeifer eingewechselt wurde. Bis Saisonende kam er zu drei Einsätzen in der höchsten slowenischen Spielklasse. Nachdem er in der Saison 2012/13 nur für die U-19 des Vereins gespielt hatte, wechselte er zur Saison 2013/14 zum Zweitligisten NK Radomlje. Für Radomlje kam er bis Saisonende zu zwölf Einsätzen in der 2. SNL, zudem stieg er mit dem Verein am Saisonende in die 1. SNL auf.
In der höchsten Spielklasse kam er in der Saison 2014/15 zu drei Einsätzen. Nach einer Saison stieg er mit dem Verein wieder in die 2. SNL ab. Daraufhin wechselte Želko zur Saison 2015/16 nach Österreich zum sechstklassigen ASV St. Martin/Raab. Mit St. Martin stieg er zu Saisonende in die II. Liga auf, in der man sich aber nur eine Spielzeit lang hielt. In zwei Saisonen kam er zu 61 Ligaeinsätzen für den Verein, in denen er zehn Tore erzielte. Zur Saison 2017/18 schloss er sich dem fünftklassigen UFC Jennersdorf an. Für Jennersdorf kam er zu 30 Einsätzen in der II. Liga, in denen er acht Mal traf.
Zur Saison 2018/19 wechselte er in die Steiermark zum viertklassigen FC Bad Radkersburg. Für die Radkersburger kam er zu 28 Einsätzen in der Landesliga. Nachdem sich der Verein nach Saisonende aus der Landesliga zurückgezogen hatte, wechselte er zur Saison 2019/20 zum Aufsteiger Ilzer SV. Für Ilz kam er zu 15 Landesligaeinsätzen. Im Januar 2020 wechselte Želko zum Regionalligisten TuS Bad Gleichenberg. Für Bad Gleichenberg kam er insgesamt zu 41 Einsätzen in der Regionalliga.
Zur Saison 2022/23 wechselte er wieder eine Liga tiefer zum USV Mettersdorf.

### Nationalmannschaft
Želko kam von März 2011 bis März 2012 zu 13 Einsätzen für die slowenische U-18-Auswahl.